# Brenda Fricker
Pour les articles homonymes, voir Fricker.
Brenda Fricker est une actrice irlandaise dont la carrière s'étend sur six décennies sur scène et à l'écran, elle est née le 17 février 1945 à Dublin. En 1989, elle devint la première actrice irlandaise à recevoir un Oscar pour My Left Foot.
Sa mère, « Bina » (née Murphy), était enseignante au Stratford College de Rathgar , et son père, Desmond Frederick Fricker, a servi au ministère de l'Agriculture et, sous le nom de « Fred Desmond », un diffuseur de RTÉ et un journaliste. pour le Irish Times.

## Filmographie
- 1964 : L'Ange pervers (Of Human Bondage) : Bit Part
- 1969 : Davey des grands chemins (Sinful Davey)
- 1973 : High Kampf (TV)
- 1979 : The Quatermass Conclusion : Alison Thorpe
- 1979 : The Music Machine : Mrs. Pearson
- 1979 : Telford's Change (série télévisée) : Pat Burton (unknown episodes)
- 1979 : Bloody Kids : Nurse
- 1982 : The Ballroom of Romance : Bridie
- 1983 : The Gathering Seed (série télévisée) : Kitty Henshaw (unknown episodes)
- 1984 : Eh Brian! It's a Whopper (série télévisée)
- 1985 : The Woman Who Married Clark Gable : Mary
- 1985 : Exploits at West Poley (TV) : Aunt Draycott
- 1989 : My Left Foot (My Left Foot: The Story of Christy Brown) : Mrs. Brown
- 1990 : The Field : Maggie McCabe
- 1991 : Brides of Christ (feuilleton TV) : Sister Agnes
- 1991 : Lethal Innocence (TV) : Vinnie
- 1992 : Seekers (TV) : Stella Hazard
- 1992 : Utz, la passion de l'art de George Sluizer : Marta
- 1992 : The Sound and the Silence (TV) : Eliza
- 1992 : Maman, j'ai encore raté l'avion (Home Alone 2: Lost in New York) de Chris Columbus : La Dame aux pigeons
- 1993 : Deadly Advice : Iris Greenwood
- 1993 : Quand Harriet découpe Charlie ! : May Mackenzie
- 1994 : Une équipe aux anges (Angels in the Outfield) : Maggie Nelson
- 1994 : A Man of No Importance : Lily Byrne
- 1995 : Les Tourments du destin ("A Woman of Independent Means") (feuilleton TV) : Mother Steed
- 1995 : Les Photos (Journey) (TV) : Lottie
- 1996 : Moll Flanders, ou les mémoires d'une courtisane (Moll Flanders) : Mrs. Mazzawatti
- 1996 : Le Droit de tuer ? (A Time to Kill) : Ethel Twitty
- 1996 : Swann : Rose Hindmarch
- 1997 : Les Sourdoués (Masterminds) : Principal Claire Maloney
- 1998 : Painted Angels : Annie Ryan
- 1998 : Resurrection Man : Dorcas Kelly
- 1998 : L'Appel du météor (Pete's Meteor) : Lily
- 1999 : Relative Strangers (feuilleton TV) : Maureen Lessing
- 1999 : Resurrection (TV) : Clare's mother
- 1999 : Le Voyage de la dernière chance (Durango) (TV) : Aunt Maeve
- 2000 : Les Surprises de l'amour (Cupid & Cate) (TV) : Willie Hendley
- 2001 : The American (TV) : Mrs. Bread
- 2001 : The War Bride (en) : Betty
- 2001 : Un bon petit rat ("I Was a Rat") (feuilleton TV) : Joan Jones
- 2002 : No Tears (feuilleton TV) : Grainne McFadden
- 2002 : Torso: The Evelyn Dick Story (TV) : Alexandra MacLean
- 2002 : The Intended : Mrs. Jones
- 2003 : Watermelon (TV) : Teresa Ryan
- 2003 : Conspiracy of Silence : Annie McLaughlin
- 2003 : Veronica Guerin : Bernie Guerin, la mère de Veronica Guerin
- 2004 : Trauma : Petra
- 2004 : Call Me: The Rise and Fall of Heidi Fleiss (TV) : Madame Alex
- 2004 : Omagh (TV) : Police Ombudsman Nuala O'Loan
- 2004 : Inside I'm Dancing : Eileen
- 2004 : Razor Fish : Molly
- 2005 : Milk : Nan
- 2005 : Tara Road : Mona
- 2007 : How About You
- 2007 : Closing the Ring : Grandma Reilly
- 2011 : Albert Nobbs : Polly
- 2011 : Cloudburst : Dot
- 2023 : Le Club des Miracles de Thaddeus O'Sullivan : Maureen

### Récompenses
- Oscar de la meilleure actrice dans un second rôle 1990 pour son rôle de Mme Brown dans My Left Foot de Jim Sheridan